# ویلیام مینارد گوم
ویلیام مینارد گوم (انگلیسی: William Maynard Gomm؛ ۱۰ نوامبر ۱۷۸۴ – ۱۵ مارس ۱۸۷۵) فرد نظامی اهل پادشاهی متحد بریتانیای کبیر و ایرلند بود. وی همچنین برندهٔ جوایزی همچون نشان حمام شده‌است.